# Serra do Gerês

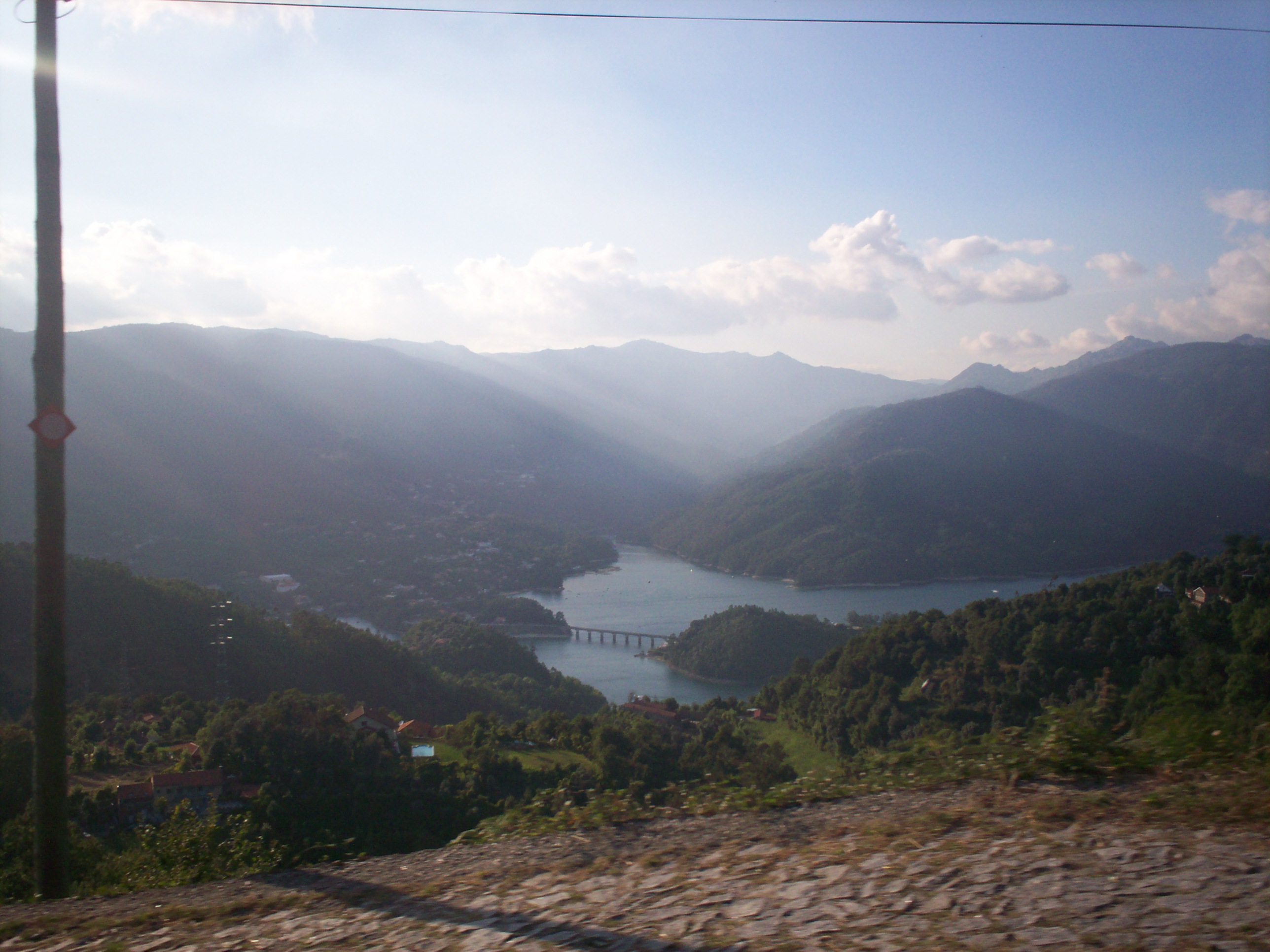
Widok na góry

Serra do Gerês (gal.  Serra do Xurés) – masyw górski znajdujący się na pograniczu Portugalii i hiszpańskiej Galicji, z najwyższym wzniesieniem Nevosa sięgającym 1546 m n.p.m.. Jest to drugi pod względem wysokości masyw górski w kontynentalnej Portugalii (po Serra da Estrela). Częściowo objęty jest Parkiem Narodowym Peneda-Gerês.